# گربه جنگلی
گربهٔ جنگلی (نام علمی: Felis chaus) (در عربی/فارسی ثُفا، در فارسی، به خصوص در گیلان، مازندران و طارم، گربه باطلاقی) گربه‌ای با جثهٔ متوسط بومی آسیا از جنوب‌شرقی چین در شرق و جنوب‌شرق قاره و آسیای مرکزی تا درهٔ نیل در غرب است. به دلیل فراوانی جمعیت گربهٔ جنگلی به ویژه در هند، سازمان IUCN وضعیت انقراض این گونه را در حالت کمترین نگرانی طبقه‌بندی کرده‌است؛ این گربه همچنین در افغانستان زیر پشتیبانی حفاظتی است و شکار آن غیرقانونی می‌باشد.

## پراکنش
گربه جنگلی در خاورمیانه، قفقاز، شبه قاره هند ، آسیای مرکزی و جنوب شرقی، سریلانکا و در جنوب چین یافت می شود.  گربه جنگلی، در مکان هایی با آب کافی و پوشش گیاهی متراکم مانند باتلاق ها، تالاب ها، مناطق ساحلی، و علفزارها و درختچه ها زندگی می کند. در زمین های کشاورزی، مانند مزارع باقلا و نیشکر، در سراسر محدوده آن بصورت رایج دیده می شود، و اغلب در نزدیکی سکونتگاه های انسانی حضور دارد. از آنجایی که نیزار ها و علف های بلند معمولی، زیستگاه اصلی آن ها هستند، به آن «گربه نیزار» یا «گربه باتلاقی» هم می گویند. حتی در مناطقی با پوشش گیاهی کم می توانند رشد کنند، اما به خوبی با آب و هوای سرد سازگار نیستند، و در مناطقی که بارش برف زیادی دارد، معمولا بسیار نادر هستند.

## تغذیه
گربه جنگلی که عمدتاً یک گوشتخوار است، پستانداران کوچکی مانند جربیل ها، خرگوش ها و جوندگان را ترجیح می دهد. همچنین پرندگان، ماهی ها، قورباغه ها، حشرات و مارهای کوچک را هم شکار می کند. طعمه آن معمولاً کمتر از 1 کیلوگرم (2.2 پوند) وزن دارد، اما گاهی اوقات شامل پستاندارانی به بزرگی غزال های جوان را نیز می شود.

## توصیف ظاهری

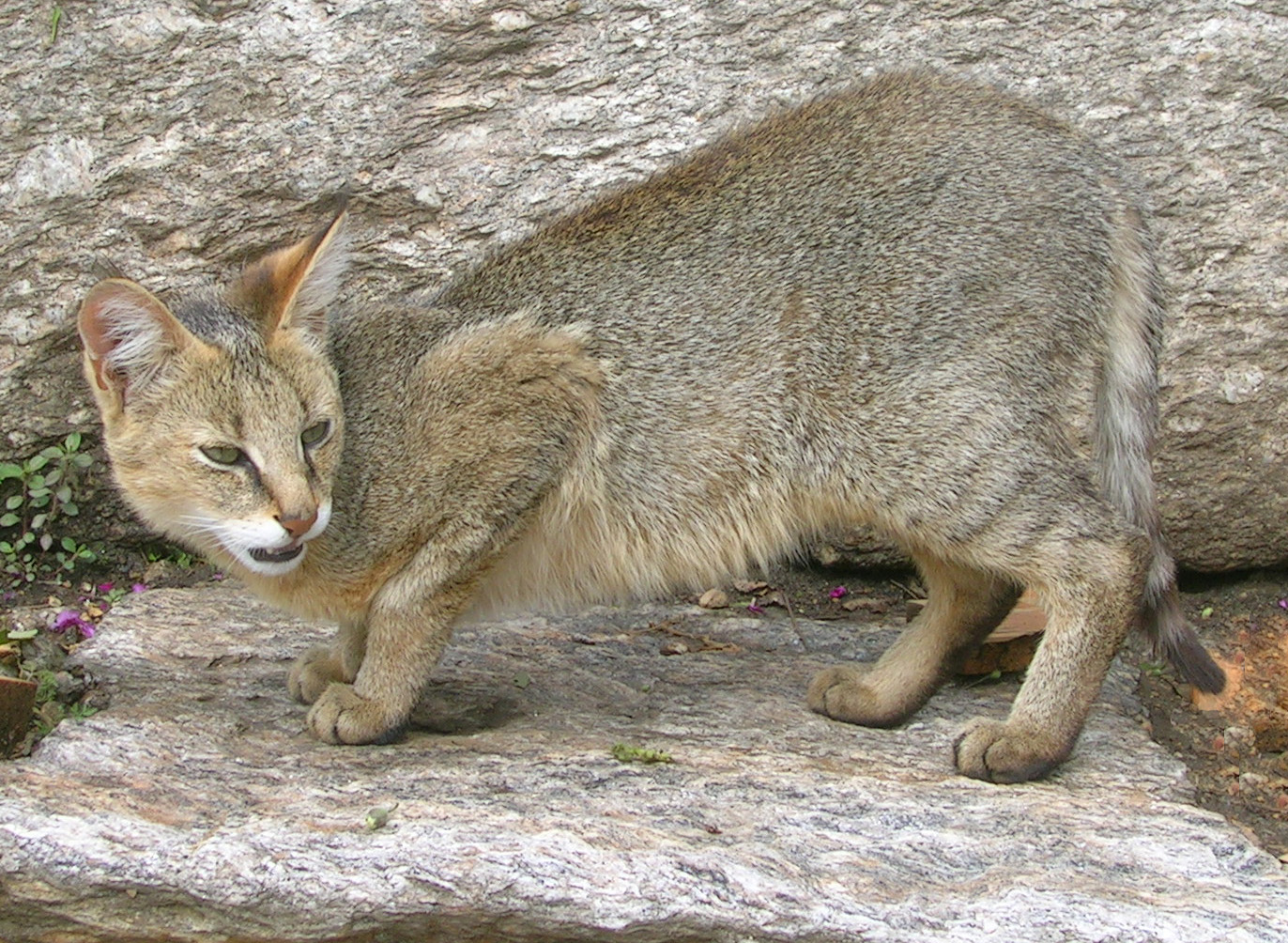
تصویری از گربه‌ی جنگای

گربه جنگلی در مقایسه با گربه وحشی دارای بدنی بزرگ‌تر، پاهایی بلندتر، دم کوتاه‌تر و گوش‌هایی به نسبت بزرگ‌تر است. در انتهای گوش‌ها همچنین موهای سیاه و بلندی دارد که در پشتِ گوش به قهوه‌ای یا سیاه می‌گرایند. رنگِ بدن این گربه در پشتِ بدن، قهوه‌ای یا خاکستریِ متمایل به زرد است و زیر بدنش سفیدِ متمایل به زرد است. اغلب بر روی دست‌ها، پاها و دُم، چندین نوار یا خالِ قهوه‌ایِ متمایل به سیاه دارند.
طول سر و تنه گربه جنگلی میان ۶۰ تا ۹۶ سانتی‌متر است و دم او به تنهایی ۲۰ تا ۳۰ سانتی‌متر طول دارد. ارتفاع شانه ۴۰ تا ۴۸ سانتی‌متر است و وزن بدن در هر دو جنس، میانِ ۴ تا ۱۶ کیلوگرم است.